# 746 Marlu
746 Marlu eller 1913 QY är en asteroid i huvudbältet, som upptäcktes 1 mars 1913 av den tyske astronomen Franz H. Kaiser i Heidelberg. Den är uppkallad efter upptäckarens dotter Marie-Louise Kaiser.
Asteroiden har en diameter på ungefär 74 kilometer.